# Каратинци
Каратинци (рус. Каратинцы, енгл. Karatas) су нахско-дагестански народ који живи у сјеверним државама, а највећи број њих тренутно живи у Севернокавкаском федералном округу, у републици Дагестан, која је иначе највећа руска република на сјеверном Кавказу.

## Подручје и језик
Каратински језик припада андијској подгрупи сјеверозападне (аваро-андо-дидојске) групе дагестанских језика који припадају хипотетичкој породици кавкаских језика. Разликују се два дијалекта каратинског језика (каратински (рус. каратинский) и токитински (рус. токитинский)) и четири субдијалекта (анчихски, арчојски, рацитлински и рачабалдински). Каратински и токитински дијалекти се разликују и по питању фонетике и морфологије, али су међусобно разумљиви. Каратинци немају сопствени писани језик, па из тог разлога се служе аварским језиком, који је широко распрострањен. Древни рјечник Каратинаца је прилично добро очуван. Међутим, постоји значајан аварски и руски утицај, који се посебно огледа у рјечнику који се односи на свакодневни живот и друштвено-политичку терминологију.
Каратинци насељавају десет села у Ахвахском и Хасавјуртовском округу у Дагестану. Девет од десет села се налазе на лијевој обали ријеке Анди-Којсу: Карата, Рачабулда, Арчо, Анчих, Маштада, Цумали, Нижњи Инхело, Верхни Инхело, Рацитл и Тукита (или Токита). Једино село Каратинаца које се налази у Хасавјуртовском округу је Сиух. Њихови сусједи на истоку и сјеверу су Андијци, западно Авари, а на југу Ахвахци и Багулали.

## Становништво
Први и последњи попис на којем су Каратинци пописивани као посебан народ урађен је, као и код осталих мањих народа Дагестана, 1926. године. Послије тога, они су пописивани као Авари. У академским публикацијама у периоду послије Другог свјетског рата могу се наћи само приближне процјене.
По званичном попису из 1926. године било је око 5.305 Картинаца, од којих је 100% говорило каратинским језиком (матерњи језик), 1958. године (према И. Дешеријеву) је било око 6.000, а 1967. године (према З. Магомедбековој) око 5.000 припадника овог народа.
Антрополошки Каратинци припадају кавкаском типу балканско-кавкаске расе, који одликује лагана пигментација, велика глава и висок раст. Неке карактеристике каспијског типа су такође примјетне.
| Година | Број становништва        |
| ------ | ------------------------ |
| 1926.  | 5 305                    |
| 1958.  | 6 000 (Ј. Дешеријев)     |
| 1967.  | 5 000 (З. Магомедбекова) |

## Религија
Каратинци су, као и остали народи Дагестана, муслимани (сунити). Први исламски мисионари стигли су на обале реке Анди-Којсу у 8. вијеку, али се Ислам учврстио тек у 16. вијеку. У 8. и 9. вијеку хришћанство је уведено у сјеверозападом дијелу Аварије и подручје који су настањивали Каратинци, уз помоћ грузијских и кахетских владара са запада. Хришћанство је изгубило борбу послије војног похода Тимура (Тамерлана) и распада Грузије у 13. и 14. вијеку.

## Култура
Етнолошки су Каратанци и Авари веома слични, као и већина других оближњих мањих народа. То и не чуди због тога што је већина андо-дидојских народа сматрана Аварима и развијали су се под њиховим утицајем. То је очигледно и у материјалној култури и народним традицијама. Постоје неке локалне разлике, али оне су минималне.

## Историја
Авари и Каратинци дијеле исту историју. Авари и њихова територија (Аварија), споменути су у радовима класика. Није познато када су се аварски и каратински језик раздвојили. Претпоставља се да је постојање великог броја језика, у басену ријеке Анди-Којсу, последица дугорочне територијалне изолације. Међутим, ову теорију оповргавају историјски контакти и блиска економска сарадња имеђу народа у сливу ријеке Анди-Којсу. Данас су популарније теорије према којима је ово последица ендогамије (Л. Лавров) или полиструктурног политичког система (М. Агларов).
Од 8. до 12. вијека, аварска територија и подручја мањих народа међу којима су и Каратинци, су била под контролом арапских освајача. Током монголско-татарских освајања у 13. и 14. вијеку. и турско-перзијске инвазије у 15. вијеку формиран је аварски ханат. Међутим, у 18. вијеку, као и код осталих народа Дагестана, основана је друштвена организација, познатија као „слободна заједница”. Током наредних векова Каратинци су као народ учествовали у ратовима са сусједним Андо-дидојским народима. Сукоби су настајали углавном због подручја која су обухватала пашњаке на планинским подручјима. У 18. вијеку Каратинци су формирали савез са другим сусједним народима против Ахвахца. Цијели 19. вијек карактеришу немири у северозападној Аварији због активности „мурида” (исламског мистичног братства) под вођством Шамила и континуираног рата на Кавказу. Упркос чињеници да су званично Дагестан и Аварија прикључени Русији 1806. године, административна структура није развијена на овим просторима све до 1870. година.
Најмања јединица каратинског друштва била су села („џамат”) чији је највиши орган била скупштина села („рукен”). Скупштина је бирала најстарије припаднике села који су били савјетници (чауби) и његова два помоћника. Религијски живот заједнице водио је „кади” (исламски лидер). Успостављањем руске администрације ове институције су биле повезане са руском бирократијом.
Совјетска надмоћ је званично призната у Дагестану 1920. године. Постојало је неколико препрека успостављању нове власти. Ове препреке биле су у облику националистичких и вјерских покрета чији је циљ био независност. У региону Андо-дидојских народа настао је јак сепаратистички покрет који је покушао да успостави везе са планинском државом формираној у Грузији 1917. године. Међутим, тај покушај је убрзо заустављен. Да би ојачала своју власт, Москва је користила разне начине, у почетку силу, а касније је прешла на мирније методе. Први такав покушај је настао прије Другог свјетског рата. Наиме, покренуте су двије кампање: колективизација и културна револуција.

## Економија
Економска активност Каратинаца увијек је зависила од природних услова. Због постојања добрих пашњака током љета и зиме сезонско сточарство је имало велики значај. Каратинци су се највише бавили узгојем оваца, али су узгајане и друге животиње, говеда и коњи, који су служили као радна стока за рад и транспорт. Пошто је обрадивог земљишта било мало, а природни услови су били неповољни, земљорадња је била од другоразредног значаја. Од култура највише су се издвојили пшеница, раж, лан, а касније су полако уводили и кромпир и поврће.
Поред ових активности, кућне рукотворине, заузимале су важно мјесто и биле су високо развијене. Људи су покушали да побољшају своју финансијску ситуацију радећи разне послове у другим окрузима и градовима Аварије. Анексија Дагестана Русији је економији дала постицај, јер је поставила нову основу за трговину и финансије. Међутим, није постојао брз економски развој, што се може приписати релативној изолацији подручја. С` друге стране, анексија је уводила колонијализам који је служио интересима централних власти, а не локалних људи.

### Друштво
Кључна питања за преживљавање Каратинаца као народа, како то виде многи истраживачи, данас су: виталност и очување њиховог језика, очување материјалне етничке културе пред налетом европске урбане културе (одјећа, намештај, кућни апарати, становање), очување народних традиција насупрот совјетској традицији. Најважније од наведених је очување језика, јер је то једина ствар која разликује Каратинце од других народа. Али, данас се каратинским језиком говори само у домовима Каратинаца. За комуникацију изван куће и за административне потребе Каратинци користе аварски језик. Резултат свега овога је распрострањен билингуализам. Совјетски стил образовног система који су усвојили Авари помаже напредовању других језика (основно образовање на аварском језику, средње образовање на руском језику). Ширење утицаја европске урбане културе везано је за раст и развој градова, губитак територијалне изолације и прилив индустријских производа. Израда домаћих рукотворина изумире.
Каратинску културу потискују насилно уведене совјетске традиције. Школе су одиграле кључну улогу у обликовању нових ставова. Резултати су видљиви у различитим ставовима које према народној традицији имају старије и млађе генерације. Стари чувају народне обичаје, док су их млади људи напустили и постепено усвојили совјетске обичаје.